# Jarosław Araszkiewicz
Jarosław Araszkiewicz (Szamotuły, 1 februari 1965) is een voormalig profvoetballer uit Polen, die zijn actieve carrière in 2003 beëindigde bij de club waar hij ooit begon in het betaalde voetbal, Lech Poznań. Nadien stapte hij het trainersvak in. Araszkiewicz geeft sinds april 2011 leiding aan Olimpia Elbląg.

## Clubcarrière
Araszkiewicz speelde als middenvelder jarenlang voor Lech Poznań, en maakte vele uitstapjes, om telkens weer bij zijn oude liefde terug te keren. Hij speelde onder meer clubvoetbal in Duitsland, Turkije en Israël. In de Poolse competitie kwam hij tot een totaal van 292 wedstrijden en 53 doelpunten.

## Interlandcarrière
Araszkiewicz kwam in totaal twaalf keer (nul doelpunten) uit voor de nationale ploeg van Polen in de periode 1985–1992. Hij maakte zijn debuut op donderdag 7 februari 1985 in de vriendschappelijke wedstrijd tegen Bulgarije (2-2). Hij trad in dat duel na rust aan voor Andrzej Pałasz. Araszkiewicz speelde zijn 12e en laatste interland op 23 september 1992, toen hij na 61 minuten plaats moest maken voor Wojciech Kowalczyk in het WK-kwalificatieduel tegen Turkije (1-0).

## Erelijst
Lech Poznań
- Pools landskampioen

1983, 1984, 1990, 1992, 1993
- Pools bekerwinnaar

1984, 1988